# 王國楨 (嘉靖進士)
王國楨（1513年—？），字以寧，號鸢山，浙江紹興府山陰縣人，民籍，明朝政治人物。

## 生平
嘉靖十六年丁酉科浙江鄉試第二十四名舉人，嘉靖十七年（1538年）中式戊戌科會試第七十七名，三甲第六十八名進士。授行人，二十一年五月选授南京工科給事中，二十六年復除兵科給事中，十月升本科右，二十七年三月升工科左，復除户科左，三十一年十二月升兵科都，三十五年出为廣東參政，官至福建右布政使，三十八年十二月升左布政使，四十一年正月考察以不謹闲住。

## 家族
曾祖王彥德；祖父王玉玭；父王愷，母茅氏。重庆下。